# Charbogne
Charbogne ist eine französische Gemeinde mit 219 Einwohnern (Stand: 1. Januar 2022) im Département Ardennes in der Region Grand Est (bis 2015 Champagne-Ardenne). Sie gehört zum Arrondissement Vouziers, zum Kanton Attigny sowie zum Gemeindeverband Crêtes Préardennaises.

## Geographie
Umgeben wird Charbogne von den Nachbargemeinden Écordal im Norden, Suzanne im Nordosten, Saint-Lambert-et-Mont-de-Jeux im Osten, dem Kantonshauptort Attigny im Süden, Givry im Südwesten sowie Alland’Huy-et-Sausseuil im Westen.
An der östlichen Gemeindegrenze verläuft der Fluss Saint-Lambert.

## Bevölkerungsentwicklung
| Jahr                      | 1962 | 1968 | 1975 | 1982 | 1990 | 1999 | 2005 | 2010 | 2016 |
| Einwohner                 | 305  | 258  | 246  | 207  | 184  | 206  | 206  | 206  | 219  |
| Quelle: Cassini und INSEE |      |      |      |      |      |      |      |      |      |

## Sehenswürdigkeiten
- Kirche Saint-Rémi, des 15. bis Anfang des 16. Jahrhunderts erbaut, Monument historique seit 1913[1]
- „Burg von Charbogne“, befestigter Hof, Monument historique seit 1948[2]

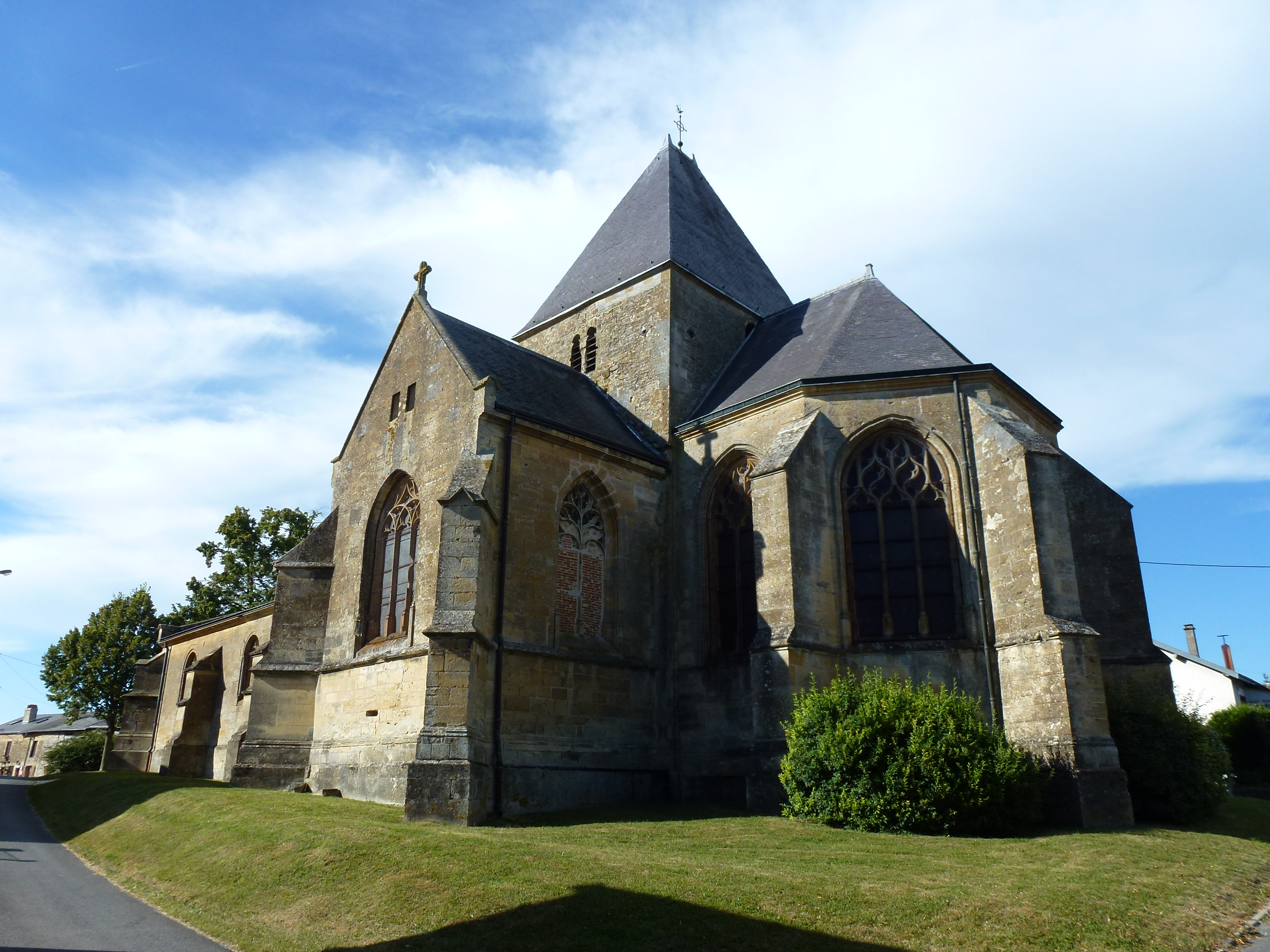
Kirche Saint-Rémi
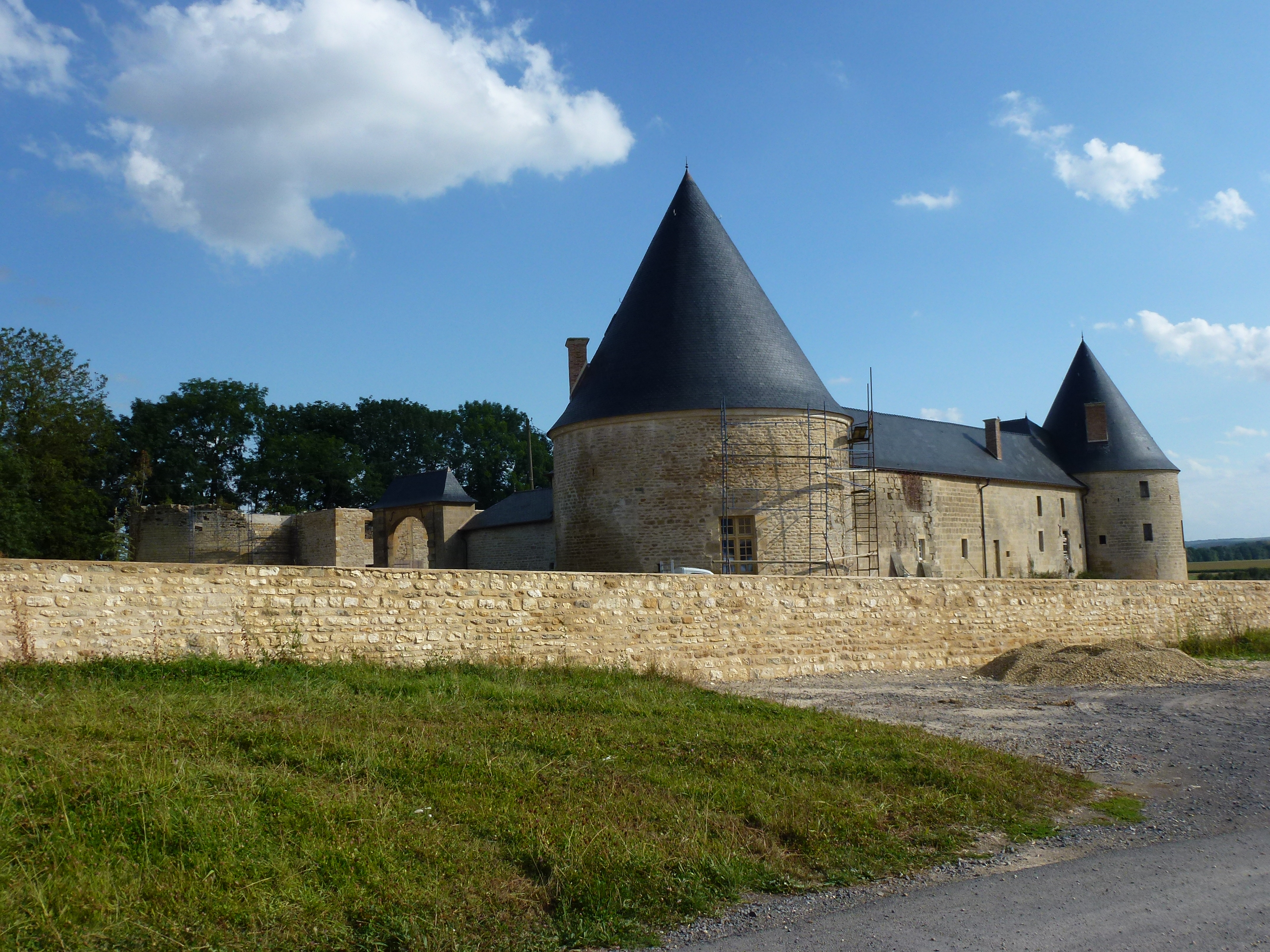
Burg von Charbogne